# Мавляна-заде
Мавляна-заде — один из трёх предводителей восстания сарбадаров в Самарканде против моголистанского правителя Ильяс-ходжи в 1365—1366 гг.

## Биография
После поражения Хусейна и Тимура (от могольского хана Ильяс Ходжа в 1365 г.) они бежали с остальным войском из Мавераннахра, и самаркандцы остались на произвол судьбы. Дворяне города боялись расставаться со своим имуществом. На митинге, в соборной мечети на площади Регистан народ принял решение продолжить борьбу с захватчиками. Мавляна-заде, ученик медресе, с согласия присутствующих принял на себя руководство обороной города. Движение хорасанских военачальников и их государственность оказали такое влияние на народ, что движение было переименовано в Сарбадары. Десятки тысяч вооружённых юношей собрались вокруг Мавляна-заде и его товарищей Мавляна Хурдаки из Бухары и Абубакра Калави Наддафа, поклявшихся защищать Самарканд и не быть порабощёнными. Народ города взял на себя управление, и своеобразным народным правительством стал мэр. Ремесленники и молодёжь взяли у аристократии оружие и продовольствие и собрали их на складе, чтобы провести длительную осаду.
Могольский хан Ильяс-ходжа, знавший о бегстве Хусейна и Тимура, считал Самарканд беззащитным. Так моголы внезапно вошли в открытые ворота города. Добравшись до засады Мавляна-заде, защитники встали за баррикадами и взяли врага под град камней. Моголы потеряли почти 2 тысячи человек и были вынуждены отступить. Позже монголы снова напали на Самарканд, но снова безуспешно.
Поэтому захватчики были вынуждены отказаться от осады Самарканда и вернуться лишь для разграбления окраин города. Таким образом, самаркандцы спасли свой город от моголов.
Хусейн и Тимур пришли в Самарканд с войском в 1366 году и поселились у его входа. Поэтому они призвали лидеров солдат. Солдаты поверили коварным словам Тимура и Хусейна и пришли в резиденцию Хусейна. Хусейн нарушил договор и убил всех предводителей войска (кроме Мавляна-заде, оставшегося в живых по просьбе Тимура). Таким образом, воинственное движение было подавлено.